# Zapalenie stawów wywołane jelitowym zespoleniem omijającym
Zapalenie stawów wywołane jelitowym zespoleniem omijającym (ang. intestinal bypass arthritis) – postać zapalenia stawów występująca u osób z wykonanym zespoleniem jelita czczego z jelitem grubym, stosowanym w leczeniu otyłości.
Choroba występuje u 20% do 30% osób poddanych tej procedurze chirurgicznej.
Choroba została opisana po raz pierwszy w 1971.
Przyczyną choroby jest rozplem bakterii w pętli jelitowej (tak zwanej "ślepej pętli"), powstałej sztucznie wskutek wytworzenia połączenia omijającego. W większości przypadków, oprócz przeciwciał skierowanych przeciwko antygenom bakteryjnym, stwierdzono także podwyższenie wartości składowych dopełniacza. Choroba może się pojawić w czasie od kilku tygodni do kilku lat od operacji, choć opisano także przypadek wystąpienia pierwszych objawów 18 lat po zabiegu.
Choroba przebiega zwykle jako ostre zapalenie dużych stawów – kolanowych, skokowych, łokciowych, choć opisywano także przypadki z zajęciem stawów dłoni lub stóp. Towarzyszą im zmiany skórne pod postacią pokrzywki, krostek lub zmian guzkowych. Może im towarzyszyć objaw Raynauda lub objawy zapalenia naczyń, które mogą doprowadzić do owrzodzeń.
W badaniach dodatkowych można stwierdzić przyspieszenie OB oraz czasami obecność czynnika reumatoidalnego.
Leczenie polega na stosowaniu antybiotyków, które przynoszą poprawę, jednakże ustąpienie dolegliwości jest możliwe tylko w przypadku powtórnej operacji przywracającej prawidłowy przebieg jelit (likwidację ślepej pętli). Prewencyjnym zabiegiem ograniczającym ryzyko zachorowania jest wykonanie sfinkteroplastyki mięśni gładkich jelita w obrębie ślepej pętli.